# Opanara
Opanara é um género de gastrópode  da família Charopidae.
Este género contém as seguintes espécies:
- Opanara altiapica
- Opanara areaensis
- Opanara bitridentata
- Opanara caliculata
- Opanara depasoapicata
- Opanara duplicidentata
- Opanara fosbergi
- Opanara megomphala
- Opanara perahuensis